# Plac Solny (Wrocław)
De Plac Solny (Duits:Salzmarkt, 1827-1945 Blücherplatz, Nederlands: Zoutmarkt) is een marktplein in de Poolse stad Wrocław, tot 1945 Breslau. De markt is samen met de nieuwe markt en de Grote Ring een van de drie historische marktpleinen van de binnenstad.

## Geschiedenis
Het plein werd voor het eerst vermeld in 1242 en grenst aan de Grote Ring. Omdat er veel zout verhandeld werd kreeg het plein de naam zoutmarkt. In 1827 werd de naam omgedoopt in Blücherplatz ter ere van de Pruisische generaal Gebhard Leberecht von Blücher. In het midden van het plein werd een standbeeld van de generaal geplaatst. Tijdens de Tweede Wereldoorlog werd een groot deel van de gebouwen verwoest. In tegenstelling tot de nieuwe markt, die modern werd heropgebouwd werden tot 1961 de gebouwen wel gerestaureerd in historische stijl.

## Afbeeldingen

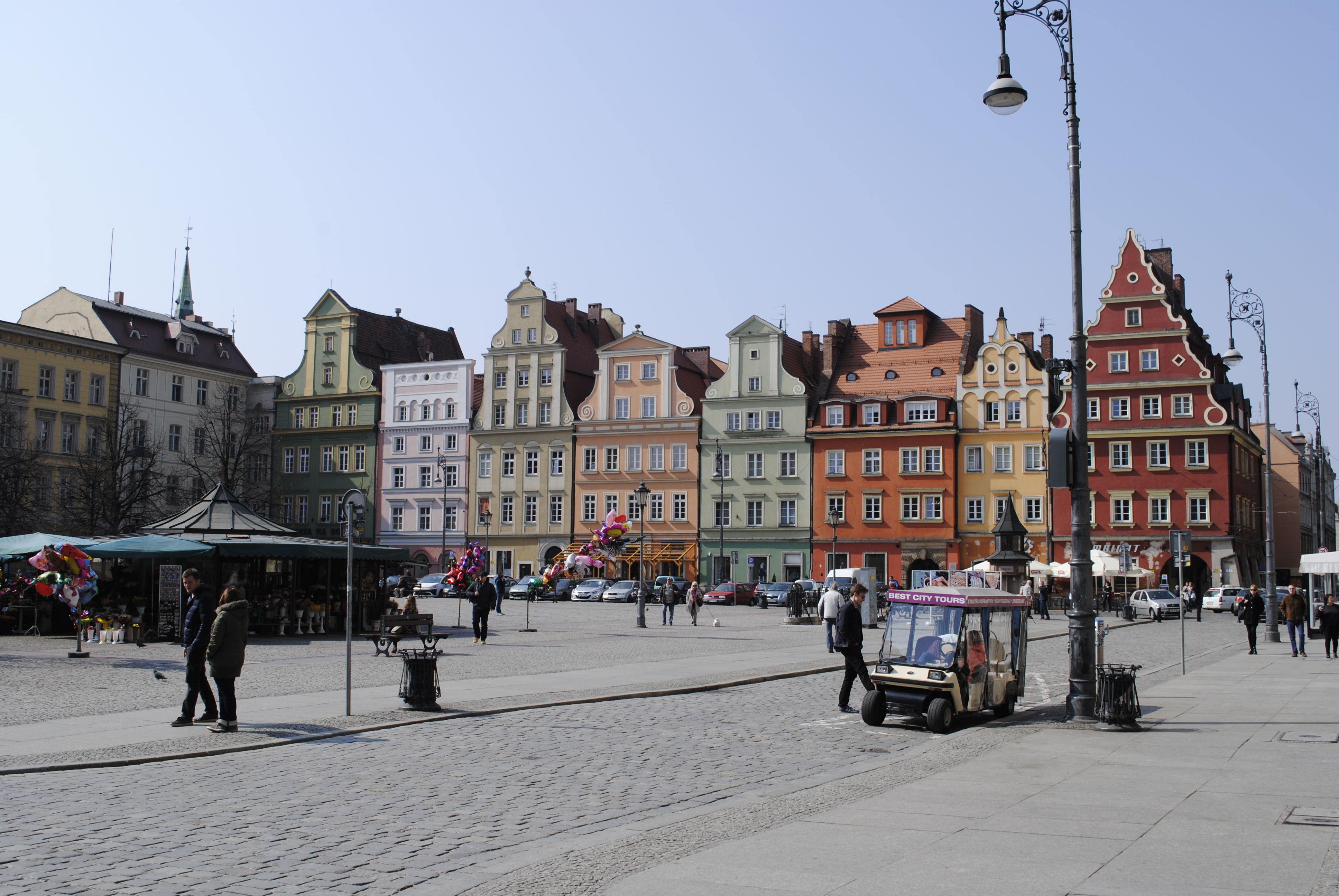
Westzijde zoutmarkt.
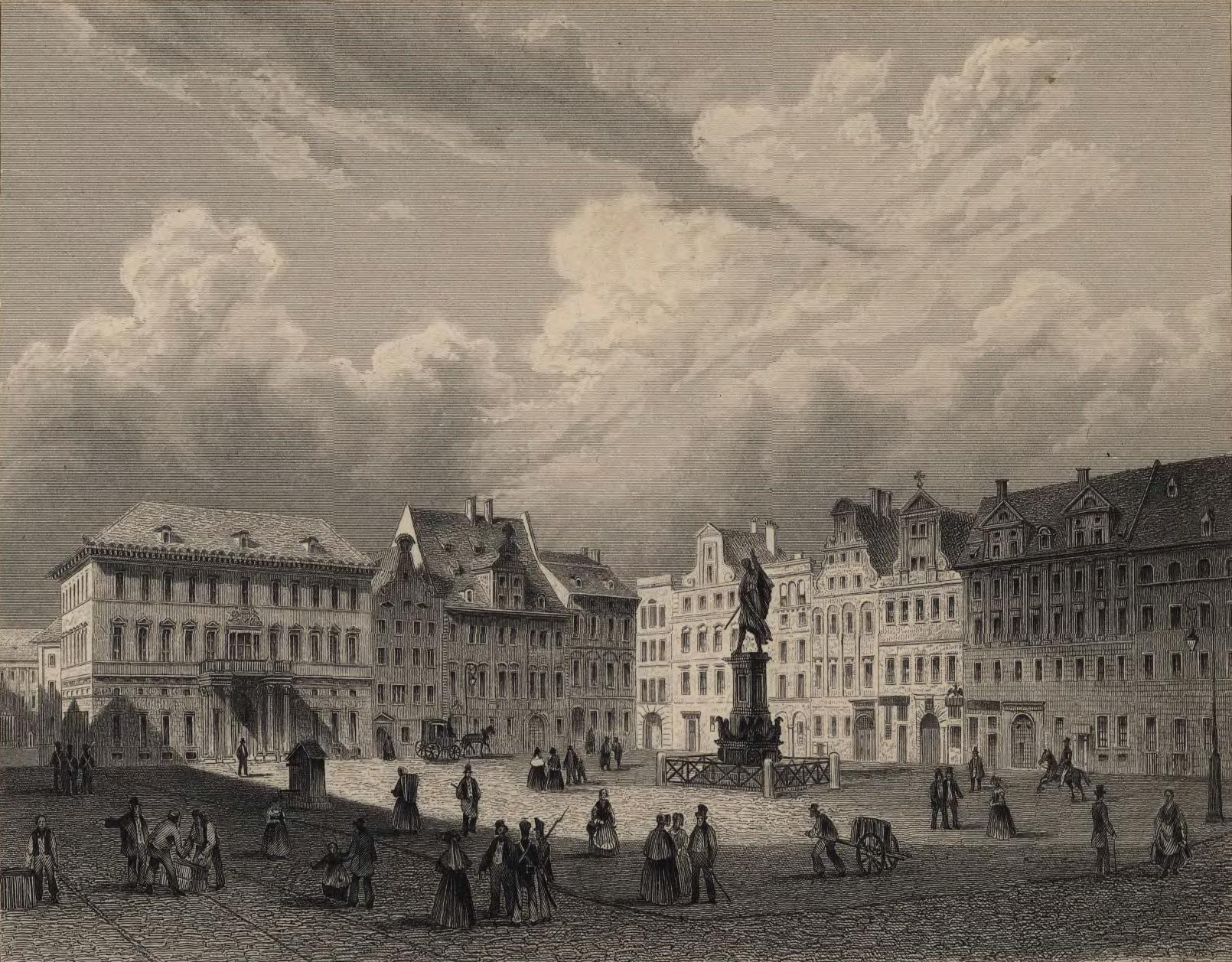
Lithografie uit de 19de eeuw
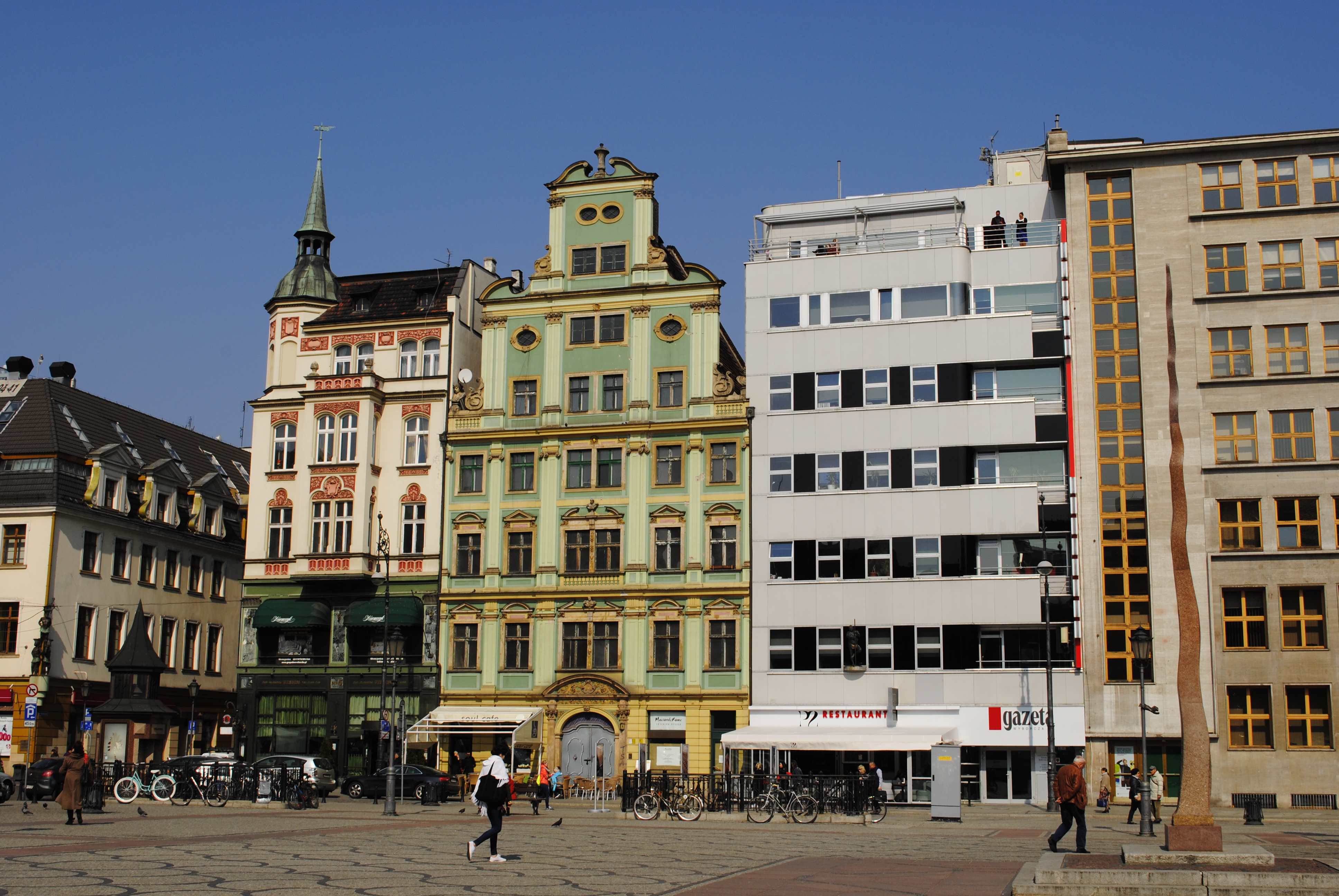
Noordzijde zoutmarkt
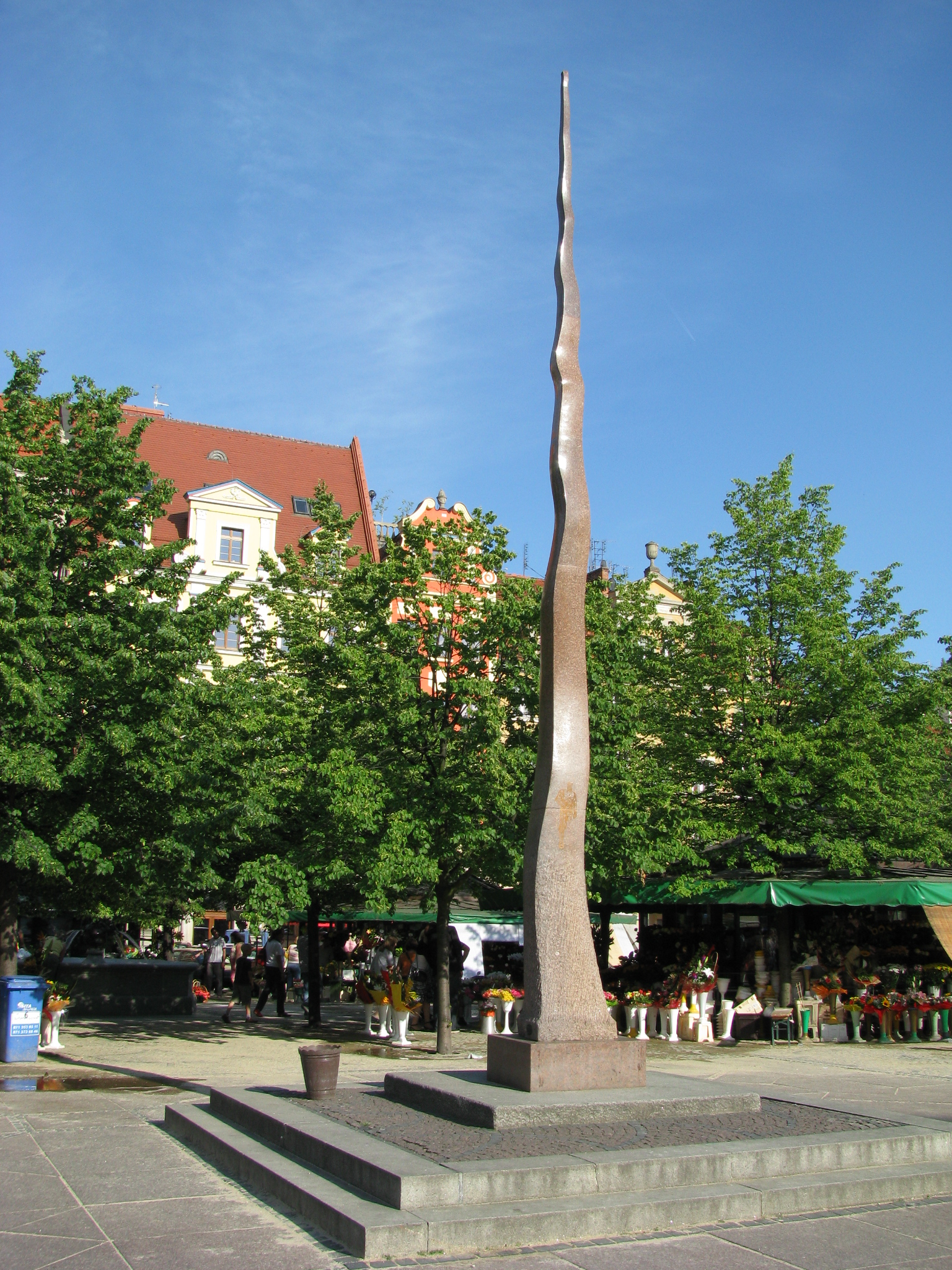
Naaldsculptuur